# Драган Кићовић
Драган Кићовић (Пећ, 1962) српски је сликар и графичар. 

## Биографија
Драган Кићовић је дипломирао 1989. на Факултету ликовних уметности (ФЛУ) у Београду. Магистрирао је на истом факултету 1993. Од 2015. ради као директор Центра за ликовно образовање "Шуматовачка".

## Самосталне изложбе
- Цртежи и акварели, Галерија ФЛУ, Београд, 1989;
- Изложба слика, Галерија ФЛУ, Београд, 1993;
- Изложба слика, Галерија задужбине Илије М. Коларца, Београд, 1994;
- Изложба графика, Галерија Графички колектив, Београд, 1995;
- Изложба радова на папиру, Галерија Графички колектив, Београд, 1999;
- Изложба цртежа, Галерија Графички колектив, Београд, 2003, 2007.

## Групне изложбе
- Нови чланови УЛУС-а, Београд, 1990;
- Јесења изложба УЛУС-а, Београд, 1991, 1992, 2000, 2002, 2003, 2005, 2007;
- Пролећна изложба УЛУС-а, 1992, 1994, 2003;
- 33. Октобарски салон, Београд, 1992;
- Београдско бијенале цртежа и мале пластике, Београд, 1992, 1993, 1995;
- Изложба мале графике, Београд, 1993, 1995, 2000, 2001;
- Ликовна колонија Делибатски песак, 1993;
- Мајска изложба графике, Београд, 1994;
- 35. Октобарски салон, Београд, 1994;
- Треће интернационално бијенале графике, Београд, 1994;
- Карловачки салон, Сремски Карловци, 1994;
- Годишња изложба Галерије задужбине Илије М. Коларца, Београд, 1995;
- "Од априла до априла", Студио Б, Београд, 1995;
- 36. Октобарски салон, Београд, 1995;
- "Резиме", Музеј савремене уметности, Београд, 1995-1996;
- Интернационално бијенале графике "Варна 95", Варна, 1995;
- "Видљиво невидљиво", Солун, 1997;
- "Херцегновски зимски салон", Херцег Нови, 1998;
- Прва годишња изложба самосталних ликовних уметника чланова УЛУС-а, Београд, 1998;
- "Београдски графичари", Уметничка галерија Крушевац, 2000;
- Пети београдски бијенале цртежа и мале пластике, Београд, 2001;
- "Избор из кабинета графике Народне библиотеке Стеван Сремац у Нишу, 2002;
- Галерија Србија, Kunstauktion Art Cult Center Tabakmuseum, Беч, 2002;
- "Један век графике", Галерија САНУ, Београд, 2003;
- "40 година" Галерија Илије М. Коларца, Београд, 2004;
- Крајишки ликовни салон, Београд, 2006;
- Бијенале цртежа и мале пластике, Београд, 2007.

## Награде
- Награда М. Јањушевића, 1989;
- Друга награда из фонда Николе Граовца, 1989;
- Откупна награда Графичког колектива, 1993;
- Награда "Златна палета" на Пролећној изложби УЛУС-а, 1994;
- Награда за најбољу изложбу у 1994/1995 години у Галерији задужбине Илије М. Коларца;
- Откупна награда Министарства културе Србије на изложби "Мале графике", Галерија Графички колектив, 2000, 2001.

## Уметничко дело
Драган Кићовић означава простор свог рада као неистражен универзум, простор у коме су игре асоцијација и ишчитавања уметничке меморије готово неограничене. Усклађујући сопствене импулсе и богату визуелну културу, као својеврстан спој енергије и стрпљења, Кићовић остварује живу цртачку материју у којој се природни тонови и подлога папира ефектно усклађују са бојеним акцентима.